# Замок Данбит
Данбит (англ. Dunbeath) — шотландский замок, который расположен на восточном побережье исторического региона Кейтнесса, в 2 км к югу от деревушки Данбит, на севере Шотландии. Хотя замок стоит здесь с XV века, современное поместье было построено в XVII веке, а пристройки к строению в XIX веке. Владельцем поместья является Стюарт Уиндмум Мюррей-Трейплэнд. На сегодня замок закрыт для публики, так как остается частной резиденцией нынешнего владельца. 

## История
Первые записи про замок появились на скалистом полуострове в Данбите в 1428 году, когда земли принадлежали Графу(эрлу) Кейтнесса. Первым правителем замка и окружных территорий, по записям в летописи, был Александр Сазерленд. Позднее замок стал собственностью клана Синклер, из-за брака дочери Александра Сазерленда с Уильямом Синклером (1410-1484), первый из Синклеров, кто стал Графом Кейтнесса.
В марте 1650 года Данбит подвёргся нападению со стороны роялистских сил Джеймса Грэма, 1-го маркиза Монтроуза, во время войны трьох королевств. Сэр Джон Синклер отправился в Эдинбург, чтобы предупредить о прибытии Монтроуза, оставив свою жену защищать Данбит от сэра Джона Харри. Вскоре она сдалась, а в крепости был установлен королевский гарнизон. Монтроуз потерпел поражение в апреле в битве при Карбисдейле, а оппозиционные силы под руководством Дэвида Лесли вернули замок.
Замок был реконструирован в XVII веке сэром Уильямом Синклером, а затем в 1853 и 1881 годах, когда архитектором поместья был Дэвид Брайс. С 1894 по 1945 год замок принадлежал вице-адмиралу сэру Эдвину Александеру-Синклеру. В том году, после 325 лет владением замка семьёй Синклер, замок был продан Бертраму Карри. В 1967 году он был продан Гарри Блайт и Хелен (Синклер) Блайт. Замок оставался в их распоряжении до 1976 года, когда он был продан Рэю Стэнтону Эйвери. В 1997 году замок был продан Стюарту Уиндмуму Мюррей-Трейплэнд. Сегодня замок остается частной резиденцией и не открыт для публики.

## Описание
Самая старая часть замка находится в юго-западном углу всей постройки, построенная в основном с XVII века. Более современные пристройки были созданы на севере и востоке поместья, в стиле баронов Шотландии, чтобы соответствовать более раннему зданию. Интерьеры сильно изменены, по сравнения с более старой постройкой. Оборонительная площадка была усилена сухой канавой на суше, которая пересекает узкий мыс, на котором стоит замок.